# Cerberiopsis

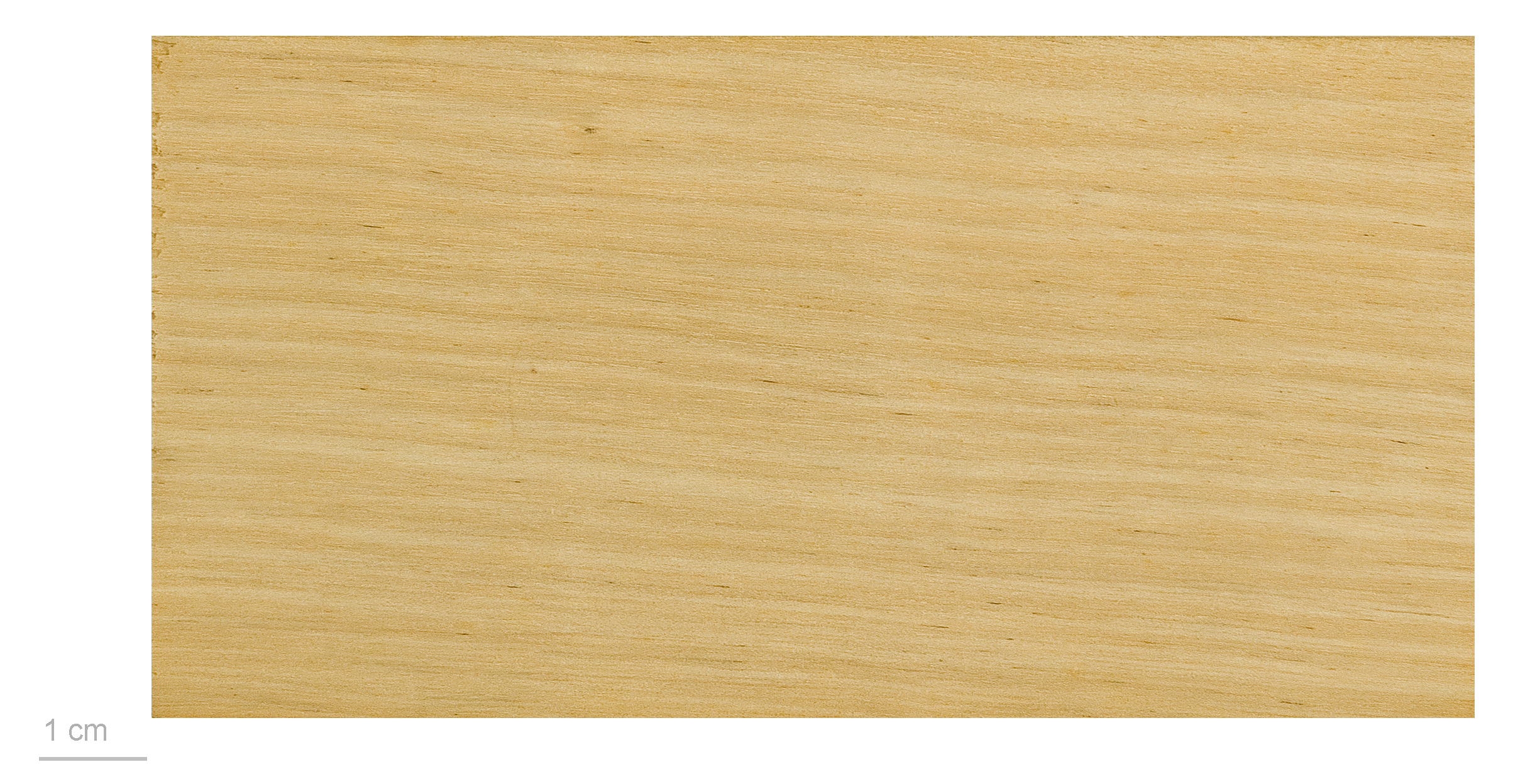
Cerberiopsis candelabra - MHNT

Cerberiopsis é um género botânico pertencente à família Apocynaceae.

## Espécies
1. ↑  «Cerberiopsis — World Flora Online». www.worldfloraonline.org. Consultado em 19 de agosto de 2020